# Vs.
Vs. é o segundo álbum de estúdio da banda grunge estadunidense Pearl Jam, lançado em 19 de outubro de 1993 pela Epic Records. Depois de uma incansável agenda de shows em apoio do seu álbum de estreia, Ten, de 1991, o Pearl Jam se dirigiu para o estúdio no início de 1993 para enfrentar o desafio de acompanhar o sucesso comercial de sua estreia. O álbum resultante, Vs., apresenta um som mais cru e mais agressivo em comparação com o lançamento anterior da banda.
O Pearl Jam decidiu reduzir a escala de seus esforços comerciais para Vs., incluindo a redução de produzir videoclipes para qualquer um dos singles do álbum. Após o seu lançamento, Vs. bateu o recorde de mais cópias de um álbum vendido em sua primeira semana, um recorde que foi mantido durante cinco anos. Vs. ocupou o primeiro lugar na Billboard 200 durante cinco semanas, a duração mais longa para um álbum do Pearl Jam. O álbum foi certificado sete vezes platina pela RIAA nos Estados Unidos.

## Antecedentes
Para seu segundo álbum, o Pearl Jam sentiu a pressão de tentar igualar o sucesso de seu álbum de estreia, Ten. Em uma entrevista em 2002, o guitarrista Mike McCready disse: "A banda explodiu muito grande e tudo era muito louco." Vs. foi o primeiro álbum do Pearl Jam a ter direitos de produção manipulados pelo produtor Brendan O'Brien. Foi também o primeiro álbum da banda com o baterista Dave Abbruzzese, que se juntou a banda em agosto de 1991 e fez turnê para o álbum Ten. Os ensaios para Vs. começaram em fevereiro de 1993, no Potatohead Studio em Seattle, Washington. A banda então se mudou para o The Site em Nicasio, Califórnia, em março de 1993 para iniciar a gravação. Abbruzzese chamou o sítio tranquilo da gravação de "paraíso", enquanto o vocalista Eddie Vedder disse: "Eu odeio isso aqui...Eu tive um momento difícil ... Como você faz um disco de rock aqui?".

## Lançamento e recepção
| Críticas profissionais | Críticas profissionais |
| Avaliações da crítica  | Avaliações da crítica  |
| Fonte                  | Avaliação              |
| ---------------------- | ---------------------- |
| Allmusic               | link                   |
| Chicago Sun-Times      | link                   |
| Robert Christgau       | link                   |
| Entertainment Weekly   | (B-) link              |
| Los Angeles Times      | link                   |
| The New York Times     | (favorável) link       |
| Rolling Stone          | (favorável) 1993 link  |
| Rolling Stone          | 2004                   |
| USA Today              | link                   |
| The Washington Post    | (favorável) link       |

Vs. inclui os singles de sucesso "Go", "Daughter", "Animal" e "Dissident". Todos os quatro singles foram colocados nas paradas Mainstream Rock e Modern Rock. "Daughter" foi a canção de maior sucesso de Vs. nas paradas de rock, alcançando o número 1 em ambas as paradas Mainstream Rock e Modern Rock, ficando em um total de oito semanas no número um do primeiro. As faixas do álbum "Glorified G" e "Elderly Woman Behind the Counter in a Small Town" também alcançaram. No Grammy Awards de 1995, "Daughter" recebeu uma nomeação por "Melhor Performance de Rock por um Duo ou um Grupo com Vocalista" e "Go" recebeu uma nomeação por "Melhor Performance de Hard Rock". Vs. recebeu uma nomeação por "Melhor Álbum de Rock".

## Faixas
| #   |  | Faixa                                              | Letra        | Música                          | Duração |
| --- |  | -------------------------------------------------- | ------------ | ------------------------------- | ------- |
| 1.  |  | "Go"                                               | Eddie Vedder | Dave Abbruzzese                 | 3:12    |
| 2.  |  | "Animal"                                           | Eddie Vedder | Stone Gossard                   | 2:49    |
| 3.  |  | "Daughter"                                         | Eddie Vedder | Gossard                         | 3:55    |
| 4.  |  | "Glorified G"                                      | Eddie Vedder | Mike McCready / Gossard         | 3:26    |
| 5.  |  | "Dissident"                                        | Eddie Vedder | Jeff Ament / McCready / Gossard | 3:35    |
| 6.  |  | "W.M.A."                                           | Eddie Vedder | Abbruzzese / Ament              | 5:59    |
| 7.  |  | "Blood"                                            | Eddie Vedder | McCready / Gossard              | 2:50    |
| 8.  |  | "Rearviewmirror"                                   | Eddie Vedder | Vedder                          | 4:44    |
| 9.  |  | "Rats"                                             | Eddie Vedder | Ament                           | 4:15    |
| 10. |  | "Elderly Woman Behind the Counter in a Small Town" | Eddie Vedder | Vedder                          | 3:15    |
| 11. |  | "Leash"                                            | Eddie Vedder | McCready / Gossard              | 3:09    |
| 12. |  | "Indifference"                                     | Eddie Vedder | Ament / Gossard                 | 5:02    |

## Créditos
Pearl Jam
- Eddie Vedder - voz e guitarra (em "Rearviewmirror" e "Elderly Woman Behind the Counter in a Small Town")
- Stone Gossard - guitarra e violão
- Jeff Ament - baixo
- Dave Abbruzzese - bateria
- Mike McCready - guitarra

Produção
- Brendan O'Brien - produção
- Pearl Jam - produção
- Nick DiDia - engenheiro de gravação
- Kevin Scott e Adam Kasper - assistentes de gravação

Arte
- Lance Mercer - fotos do encarte
- Ames - capa e foto (preta e branca)
- Joel Zimmerman - direção de arte